# 노스링컨셔

노스링컨셔의 위치

노스링컨셔(영어: North Lincolnshire)는 잉글랜드 링컨셔주에 위치한 단일 자치구로 중심 도시는 스컨소프이며 면적은 846.3km2, 인구는 169,247명(2014년 기준)이다. 1974년 4월 1일에 신설되었다.